# ماودومالك فاي
ماودومالك فاي (بالفرنسية: Maodomalick Faye)‏ (مواليد 13 ديسمبر 1987 في كاهون - السنغال) لاعب كرة قدم سنغالي يلعب حاليا لصالح نادي الدرجة الأولى سانت إتيان الفرنسي منذ 2006 في مركز المهاجم .

## روابط خارجية
- ماودومالك فاي على موقع رابطة كرة القدم الفرنسية للمحترفين (الإنجليزية)
- ماودومالك فاي على موقع قاعدة بيانات كرة القدم.إي يو (الإنجليزية)
- ماودومالك فاي على موقع Soccerway.com (الإنجليزية)